# Општина Раковица (Браила)
Раковица (рум. Racoviţa) општина је у Румунији у округу Браила.
Oпштина се налази на надморској висини од 22 m.